# Uettingen
Uettingen là một đô thị tại huyện Würzburg bang Bayern, Đức.